# 隅田和世
隅田 和世（すみた かずよ、1949年12月5日 - ）は、日本の女優。父は東映京都の映画監督だった隅田朝二。母は女優の藤枝久江。

## 略歴
京都府京都市生まれ。京都市家政学園高等学校卒業。高校卒業直後の1968年に、父の仕事の都合で東京都町田市に転居する。父の仕事のフィルム編集の助手をしていたが、女優への思いを募らせる。両親に内緒で応募したこの年の日活ニューフェースに合格し、反対する両親を強引に説得して研究生となる。同年10月から翌1969年6月まで水の江滝子タレント・センターの1期生として基礎を学んだ。
1969年（昭和44年）にTBS『新・流氷の女』、日活映画『涙でいいの』でデビュー。この時は隅田和江という名前だった。「隅田和世」名への改名時期は不明だが、1969年（昭和44年）テレビドラマ『見合い恋愛』に隅田和世の名を確認出来る。その後『極楽坊主』『八月の濡れた砂』などに出演。その一方、1970年春から1971年までミス・フェアレディとして日産自動車のCMにも出演した。
『八月の濡れた砂』以降、一般映画の制作を中止し『にっかつロマンポルノ』へと路線転換した会社の方針になじめず、日活を退社する。1年後に復帰するが、再び退社してテレビ俳優に転じる。
1970年代の特撮にも数多く出演しており、『キカイダー01』のリエコ、『ダイヤモンド・アイ』の蘭花、『イナズマンF』の大橋あけみ役など、悲劇的な結末を迎える薄幸のヒロイン役でも知られる。
1975年（昭和50年）に放映された『鞍馬天狗』第22話の呉服問屋の娘役でのゲスト出演を最後に、芸能界を引退したと思われる。その後、1976年（昭和51年）10月発行の『家庭画報』で、着物のモデルを務めていたことが確認されている。

## 備考
1960年代末から1970年代中頃にかけて、ある程度の数の映画やテレビドラマに出演していながら、インタビュー記事などがほとんど残っておらず、細かな経歴等については不明な部分が多い。生年月日については1949年12月15日とする資料もある。同様に出身高校についても、東京家政学院高等学校とする資料もある。ここでは1973年4月23日付けの『東京スポーツ』に掲載されたインタビュー記事に記された略歴を記載した。
このインタビュー記事では、名前を間違えられて「隅田和也」と書かれたという話や、男性と間違えられて「和世クン」と呼ばれることがあるなどの話も語られている。

## 主な出演作品

### テレビ
- 新・流氷の女（1969年、TBS / 大映テレビ）
- 見合い恋愛（1969年、日本テレビ / C.A.L） - 事務員 ※セミレギュラー出演
- 大江戸捜査網（テレビ東京）
  - 第52話「男一匹殴り込み」（1971年） - お秋
  - 第57話「峠に地獄の雨が降る」（1972年） - おはつ
  - 第80話「兄と妹の詩」（1972年） - お春
  - 第94話「恐怖の街の暴れん坊」（1973年） - お美代
  - 第150話「おんな牢秘話」（1974年） - お糸
  - 第162話「人斬りに惚れた女」（1974年） - おとき
- 土曜グランド劇場 / 七つちがい（1971年、日本テレビ）
- おこりんぼう（1972年、TBS）
- 銀河テレビ小説 / 楡家の人びと（1972年、NHK）
- 小さな恋のものがたり（1972年、日本テレビ / 国際放映・ユニオン映画） - 小松ルミ ※レギュラー出演
- 花ばさみ（1972年、CBC） ※レギュラー出演
- 水曜ホーム劇場 / かあさんの四季（1972年‐1973年、フジテレビ） - 小森律子 ※セミレギュラー出演
- 特別機動捜査隊（NET / 東映）
  - 第589話「浅間山慕情」（1973年）
  - 第673話「ある追跡の記録」（1974年）
- 水戸黄門 第4部 第14話「落ちて来たおしら様・弘前」（1973年、TBS / C.A.L） - お道
- キカイダー01  （1973年、NET / 東映） - リエコ ※レギュラー出演
- 荒野の用心棒 第29話「黒い葬列団は夕陽に映えて・・・」（1973年、NET / 三船プロ） - お葉
- 鉄人タイガーセブン 第8話「スカーフに怒りをこめて!!」（1973年、フジテレビ / ピー・プロダクション） - 池田美波
- ダイヤモンド・アイ 第14 - 26話（1974年、NET / 東宝） - 蘭花 ※レギュラー出演
- ライオン奥様劇場 / 母人形（1974年、フジテレビ） - みどり ※レギュラー出演
- 浮世絵 女ねずみ小僧 第3シリーズ 第7話「本所おいてけ堀」（1974年、フジテレビ / 三船プロ） - 武家四男坊の許嫁
- 新・荒野の素浪人（テレビ朝日 / 三船プロ）
  - 第8話「野良犬無残」（1974年） - おりん
  - 第25話「士魂果つ」（1974年） - 妙
- イナズマンF 第11話「美しいサイボーグ!暁に分身す!!」（1974年、NET / 東映） - 大橋あけみ
- 電人ザボーガー 第36話「空飛ぶ巨砲ドルカノン」（1974年、フジテレビ / ピー・プロダクション） - 木原サユリ
- 破れ傘刀舟悪人狩り 第17話「他人の顔」（1975年、NET / 三船プロ） - 妙姫
- 鞍馬天狗 第22話「花匂う」（1975年、日本テレビ / 東宝） - 呉服問屋「能登屋」の娘・おけい ※竹脇無我版

### 映画
- 涙でいいの（1969年11月1日、ピロ企画） ヒカル（この時は隅田和江）
- 非行少年 若者の砦（1970年4月4日、日活）　木見早苗
- 盛り場流し唄 新宿の女（1970年5月30日、日活） 相原奈々
- 戦争と人間 第1部　運命の序曲 （1970年8月14日、日活）
- 極楽坊主（1971年7月31日　日活） 夏子
- 八月の濡れた砂（1971年8月25日　日活）稲垣和子
- キカイダー01 （1973年7月18日、東映）
- 子連れ狼 冥府魔道（1973年8月11日、勝プロダクション=東宝）おたえの方